# Ruolo degli agenti di affari in mediazione
Il registro degli agenti di affari in mediazione (ex ruolo) è un elenco al quale si accede dopo aver superato un esame abilitativo istituito dalla legge n. 39 del 3 febbraio 1989 presso la camere di commercio di residenza. Dal 12 maggio 2010, tale ruolo è stato soppresso con l'art. 73 del d.lgs. n. 59 del 26 marzo 2010. Residua però la necessità - al fine di svolgere le attività di cui al capo XI del titolo III del libro IV del codice civile - dei requisiti professionali, morali e personali e di indipendenza dettati dall'originaria legge istitutiva del ruolo (la n. 39/1989).
Tali requisiti vanno autocertificati e segnalati - ai sensi dell'art. 19 della legge n. 241/1990 - attraverso una SCIA da destinare alla camera di commercio competente, contestualmente all'inizio dell'attività, tramite lo sportello unico per le attività produttive di cui all'articolo 38 della legge n. 133 del 2008 del comune di competenza.
La disciplina analitica delle modalità di iscrizione nel registro delle imprese o nel REA per gli agenti di affari in mediazione (comunemente detti  mediatori)sono contenute ora nel decreto del Ministero dello sviluppo economico del 26 ottobre 2011, in G.U. del 13 gennaio 2012.